# Vena brachialis
Als Vena brachialis („Armvene“) wird die tiefe Vene am Oberarm bezeichnet. Sie findet ihre Fortsetzung in der tiefen Achselvene (Vena axillaris) und der tiefen Schlüsselbeinvene (Vena subclavia). Die Vena brachialis gewährleistet zusammen mit der Vena basilica und der Vena cephalica den venösen Blutrückfluss aus der Hand und dem Arm zu den zentralen Venen und zum rechten Herzen.
Einen sehr ähnlichen Verlauf wie die Vena brachialis zeigt die Vena basilica. Allerdings verläuft diese Vene oberflächlich im Unterhaut-Fettgewebe.

## Verlauf
Der Verlauf der Vena brachialis variiert von Mensch zu Mensch. Nicht selten ist das Gefäß doppelt angelegt. Sie beginnt in der Ellbeuge und endet in der Achsel. Sie begleitet sehr eng die Arteria brachialis. Auch der Nervus medianus läuft in unmittelbarer Nachbarschaft zur Vena brachialis.
Vom Unterarm her vereinigen sich die Vena radialis, die Vena ulnaris und andere kleinere Venen in der medialen Ellbeuge zur Vena brachialis. Die Grenze zur Vena axillaris in der Achselhöhle ist nicht scharf zu ziehen und ist nicht anatomisch festgelegt.

## Untersuchungsmöglichkeiten
Die Vena brachialis verläuft als tiefe Vene zwischen den Muskeln und ist von außen weder erkennbar noch tastbar. Der Puls der Arterie zeigt aber ihre unmittelbare Nähe.
Der Ultraschall mit Farbdoppler bietet heute die einfachste Untersuchungsmöglichkeit des Gefäßes. Mit dieser Methode lässt sich das Gefäß leicht im gesamten Verlauf untersuchen. Venenklappen und der Blutfluss lassen sich darstellen. Durch Kompression lässt sich eine Thrombose des Gefäßes ausschließen. Hilfreich ist der Seitenvergleich.
Als ältere Methode steht die Armvenenphlebografie zur Verfügung. Bei dieser wird Kontrastmittel über eine Armvene gespritzt und der Ablauf über die Venen zum Herzen unter Durchleuchtung beobachtet und als Röntgenbild dokumentiert. Die Methode ist etwas aufwändiger, aber auch sehr aussagekräftig.